# Magnetische anomalie van Koersk

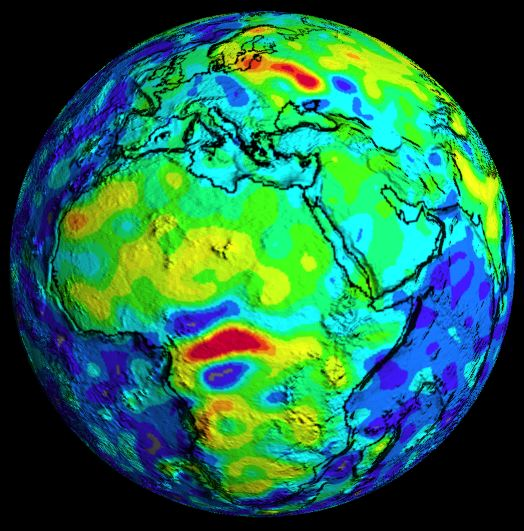
De verdeling van magnetische intensiteit. De magnetische anomalie van Koersk bevindt zich boven (rood); in het midden is de magnetische anomalie van Bangui

De oblast Koersk is rood ingekleurd op de kaart van Rusland

De magnetische anomalie van Koersk (Russisch: Курская магнитная аномалия) is een voorbeeld van een magnetische anomalie, die door een structuur in de aardkorst veroorzaakt wordt. De magnetische anomalie van Koersk bevindt zich in een locatie met veel ijzererts, gelegen in de Russische oblasten Koersk, Belgorod en Orjol, en is bekend als de grootste magnetische anomalie op aarde. Door de abnormaal grote hoeveelheid ijzererts in de ondergrond is het magnetisch veld hier verstoord.
De magnetische anomalie van Koersk werd in 1733 ontdekt door Russisch astronoom en academielid Pjotr Inochodtsev. Pas 141 jaar later, in 1874, werd de magnetische anomalie onderzocht. In 1883 ontdekte men dat de anomalie werd veroorzaakt door het alom aanwezige ijzererts.